# Kanadski Indijanci
Kanadski Indijanci, prastanovništvo Kanade koja poglavito pripadaju sjeverozapadnoj obali, i subarktičkom kulturnom području i području sjeveroistočnih šuma, Platoa te manjim dijelom prerijskom (na južnom dijelu središnje Kanade). Jezično pripadaju porodicama Wakashan (Kwakiutl, Nootka, Bella Bella) na sjeverozapadnoj obali u Britanskoj Kolumbiji; Chimmesyan (Tsimshian, Gitksan i Niska) sjeverozapadna obala; Salishan, sjeverozapadna obala; athapaskan subarktičko i arktičko područje; algonquian (Algonquin, Chippewa, Micmac, Malecite, Ottawa), iroquoian (Huron, Tionontati).

## Popis plemena
- Abitibi, ⇒Algonquin,
- Ahousaht, ⇒Aht, Vancouver
- Aht =Nootka
- Algonquian, porodica: Algonquin, Cree, Malecite, Micmac, Montagnais, Naskapi.
- Algonquin, ⇒Algonquian. Lokalne skupine: Abitibi, Barrière, Dumoine, Kichesipirini, Kipawa, Lac des Quinze, Maniwaki or River Desert, Ononchataronon, Sagaiguninini, Timiskaming, Weskarini,
- Arendahronon  (Rock people), ⇒Wendat
- Ataronchronon ⇒Wendat
- Athabaska, ⇒Chipewyan
- Athapaskan, porodica. Plemena: Carrier, Chilcotin, Chipewyan, Etchaottine, Kawchottine, Nahane, Nakotcho-kutchin, Sarcee (Sarsi), Sekani, Stuwihamuk, Tahltan, Takkuth-kutchin, Tatlit-kutchin, Tatsanottine (Yellowknife), Tlingchadinne (Dogrib), Tsattine (Beaver), Tsetsaut, Tutchone
- Atticmospicayes, =Tlingchadinne; La Potherie (1753), kaže da znači "dog-ribs."
- Attignawantan (Bear people), ⇒Wendat
- Attigneenongnahac (Cord people), ⇒Wendat
- Attimospiquaies, =Tlingchadinne;  La Potherie (1753), kaže da znači "dog-ribs."
- Attiwandaronk (Neutral Nation) ⇒Iroquoian
- Awaitlala (A'wa'etlala), ⇒Kwakiutl

- Babine ⇒Carrier. Lokalne Skupine: Hwotsotenne, Nataotin,
- Barrière, ⇒Algonquin,
- Beaver =Tsattine
- Bella Bella (Bellabella, Heiltsuq, Milbank Sound Indijanci), ⇒Wakashan. Skušine: Haisla, Heiltsuk
- Bella Bella (Bellabella) vlastiti, ⇒Heiltsuk
- Bella Coola (Bellacoola) ⇒Salishan
- Beothuk ⇒Beothukan
- Beothukan, portodica. Pleme: Beothuk
- Bonaparte Shuswap = Zaktcinemuk

- Cañon Shuswap = Setlemuk
- Caribou Indijanci, =Tutchone; Dall (1877).
- Caribou-Eaters =Etheneldeli
- Carrier ⇒Athapaskan. Skupine: Southern Carriers, Northern Carriers, Babine
- Carriers, Southern ⇒Carrier. Lokalne Skupine: Naskotin, Natliatin, Ntshaautin, Tanotenne, Tautin,
- Carriers, Northern ⇒Carrier.  Lokalne Skupine: Nikozliautin, Tatshiautin,
- Chaicclesaht,= Checlesaht
- Checlesaht (Chaicclesaht) ⇒Aht, Vancouver
- Chehalis,  ⇒Stalo, Kanada
- Chikauach ⇒Songish vlastiti, (McNeill Bay, Vancouver Island),
- Chilcotin ⇒Athapaskan
- Chilliwack,  ⇒Stalo, Kanada
- Chimmesyan, porodica, Kanada, Aljaska: Gitksan, Niska, Tsimshian.
- China Hat, ⇒Heiltsuk
- Chintagottine, ⇒Kawchottine
- Chipewyan ⇒Athapaskan, Plemena: Athabaska, Desnedekenade, Etheneldeli (Caribou-Eaters), Thilanottine,
- Chippewa ⇒Algonquian
- Chkungen ⇒Songish vlastiti, (McNeill Bay, Vancouver Island),
- Clahoose, ⇒Comox
- Clayoquot, ⇒Aht, Vancouver
- Comox vlastiti, ⇒Comox
- Comox ⇒Salishan. Lokalne skupine: Clahoose, Comox, Eëksen, Homalko, Kaäke, Kakekt, Sliammon, Tatpoös
- Coquitlam,  ⇒Stalo, Kanada
- Cowichan of Fraser River, =Stalo
- Cree ⇒Algonquian. Glavne skupine: Paskwawininiwug (Plains Cree), Sakawininiwug (Woodland Cree).

- Desnedekenade, ⇒Chipewyan
- Desnedeyarelottine, ⇒Etchaottine
- Dogrib =Tlingchadinne
- Duhanski narod =Tobacco Nation (Tionontati)
- Dumoine, ⇒Algonquin,

- Eëksen, ⇒Comox
- Ehatisaht, ⇒Aht, Vancouver
- Ekoolthaht, ⇒Aht, Vancouver
- Eleidlinottine, ⇒Etchaottine
- Esbataottine, ⇒Nahane
- Etagottine, ⇒Nahane
- Etatchogottine, ⇒Kawchottine
- Etchaottine, ⇒Etchaottine
- Etchaottine ⇒Athapaskan. Lokalne skupine: Desnedeyarelottine, Eleidlinottine, Etchaottine, Etcheridiegottine, Etechesottine, Klodesseottine,
- Etcheridiegottine, ⇒Etchaottine
- Etechesottine, ⇒Etchaottine
- Etheneldeli (Caribou-Eaters) ⇒Chipewyan
- Ewawoos,  ⇒Stalo, Kanada

- Flancs-de-Chien =Tlingchadinne
- Fraser River Shuswap = Stlemhulehamuk

- Gens de bois, =Tutchone;  Whymper (1869).
- Gens des Foux, =Tutchone; Dall (1870).
- Gens du Petun, =Tionontati. Francuski naziv, = "tobacco nation", Duhanski narod
- Giopino, =Koprino
- Gitenmaks =Kitanmaiksh
- Gitksan (Kitksan), ⇒Chimmesyan, Lokalne skupine: Kispiox (Kispayaks), Kitanmaiksh (Gitenmaks), Kitgargas (Kisgagas), Kitsegukla (Gitsegyukla), Kitwancool (Gitwinlkul), Kitwanga, Kuldo (Qaldo),
- Gitrhatin =Kithateh
- Gitsegyukla =Kitsegukla
- Gitwinksilk =Kitgigenik
- Gitwinlkul =Kitwancool
- Goasila (Gwa'sala), ⇒Kwakiutl
- Guauaenok (Gwawa'enux, Gwawaenuk), ⇒Kwakiutl
- Guetela, ⇒Kwágu7lh

- Hachaaht, ⇒Aht, Vancouver
- Hahuamis, ⇒Kwakiutl
- Haida ⇒Skittageatn
- Haisla, ⇒Bella Bella. Plemena: Kitamat, Kitlope,
- Halkomelem, =Stalo
- Hare =Kawchottine
- Hareskin =Hare (Kawchottine)
- Heiltsuk ⇒Bella Bella. Plemena: Bella Bella (Bellabella) proper, China Hat, Nohuntsitk, Somehulitk, Wikeno,
- Hesquiaht (Hesquiat), ⇒Aht, Vancouver
- Homalko, ⇒Comox
- Hoyalas, ⇒Koskimo
- Huron ⇒Iroquoian
- Hwahwatl, ⇒Pentlatch
- Hwotsotenne, ⇒Babine

- Iroquoian, porodica. Plemena: Tionontati (Tobacco Nation)

- Kaäke, ⇒Comox
- Kaigani ⇒Haida
- Kakekt, ⇒Comox
- Kamloops Shuswap = Stkamlulepsemuk
- Kaska, ⇒Nahane
- Katsey, ⇒Stalo, Kanada
- Kawchogottine, ⇒Kawchottine
- Kawchottine ⇒Athapaskan. Lokalne skupine: Chintagottine, Etatchogottine, Kawchogottine, Kfwetragottine, Nellagottine, Nigottine, Satchotugottine,
- Kekayeken ⇒Songish vlastiti, (između Esquimalt i Beecher Bay, Vancouver Island),
- Kelatl,  ⇒Stalo, Kanada
- Kelsemaht, ⇒Aht, Vancouver
- Kfwetragottine, ⇒Kawchottine
- Kichesipirini, ⇒Algonquin,
- Kilat, =Tsimshian; Masset Haida.
- Kilgat, =Tsimshian; Skidegate Haida.
- Kilutsai, ⇒Tsimshian; blizu Metlakatle.
- Kinagingeeg, ⇒Tsimshian; Metlakatle.
- Kinuhtoiah, ⇒Tsimshian; Metlakatle.
- Kipawa, ⇒Algonquin,
- Kisgagas =Kitgargas
- Kishpachlaots, ⇒Tsimshian;  Metlakatla.
- Kispayaks =Kispiox
- Kispiox (Kispayaks), ⇒Gitksan
- Kitamat, ⇒Haisla
- Kitanmaiksh (Gitenmaks), ⇒Gitksan
- Kitanwilksh, ⇒Niska
- Kitgargas (Kisgagas), ⇒Gitksan
- Kitgigenik (Gitwinksilk), ⇒Niska
- Kithateh (Gitrhatin), ⇒Niska
- Kitksan =Gitksan
- Kitlani, ⇒Tsimshian; blizu Metlakatle.
- Kitlope, ⇒Haisla
- Kitsalthlal, ⇒Tsimshian; između rijeka Nass i Skeena r.
- Kitsegukla (Gitsegyukla), ⇒Gitksan
- Kitunto, ⇒Tsimshian; kod ušća Skeena r.
- Kitwancool (Gitwinlkul), ⇒Gitksan
- Kitwanga, ⇒Gitksan
- Kitwilgioks, ⇒Tsimshian; kod ušća Skeena r.
- Kitwilksheba, ⇒Tsimshian; blizu Metlakatle i ušću Skeena r.
- Kitwinshilk, ⇒Niska
- Kitzeesh, ⇒Tsimshian; near Metlakatla.
- Klahosaht, ⇒Aht, Vancouver
- Klaskino, ⇒Koskimo
- Klo-a-tsul-tshik', =Tutchone; Dawson (1889).
- Klodesseottine, ⇒Etchaottine
- Kltlasen ⇒Songish vlastiti, (McNeill Bay),
- Koeksotenok (Kwikwasutinux), ⇒Kwakiutl
- Komkutis, ⇒Kwágu7lh
- Komoyue, ⇒Kwágu7lh
- Koprino (Giopino), ⇒Koskimo
- Koskimo, ⇒Kwakiutlan. Plemena: Hoyalas, Klaskino, Koprino, Quatsino,
- Ksapsem ⇒Songish vlastiti, (Esquimalt),
- Kukoak ⇒Songish vlastiti, (McNeill Bay),
- Kukulek ⇒Songish vlastiti, (Cadboro Bay, Vancouver Island),
- Kuldo (Qaldo), ⇒Gitksan
- Kunechin, ⇒Sishiatl (porijeklom od Kwakiutla)
- Kutchin, Aljaska, Yukon ⇒Athapaskan. Plemena: Nakotcho-kutchin, Takkuth-kutchin, Tatlit-kutchin
- Kwágu7lh (Kwakwaka'wakw, Kwagu'l, Kwágu7lh) ⇒Kwakiutl. Plemena: Guetela, Komkutis, Komoyue, Matilpe, Walas Kwakiutl,
- Kwakiutl, Plemena: Awaitlala (A'wa'etlala), Goasila (Gwa'sala), Guauaenok (Gwawa'enux, Gwawaenuk), Hahuamis, Koeksotenok (Kwikwasutinux), Kwakiutl (Kwagu'l, Kwágu7lh): Guetela, Komkutis, Komoyue, Matilpe, Walas Kwakiutl), Lekwiltok (Laichwiltach, Laichkwiltach, Ligwithdaxw), Mamalelekala (Mamalillikulla, Mamaleleqala), Nakoaktok (Nakwakto, 'Nak'waxda'xw), Nimkish ('Namgis, Nimpkish), Tenaktak (Tanakteuk, Da'naxda'xw), Tlauitsis (Tlowitsis, Lawitsis), Tsawatenok (Tsawataineuk, Dzawada'enux),
- Kwantlen,  ⇒Stalo, Kanada
- Kwe'tEla, Heiltsuk Kwakiutl ime.
- Kwoneatshatka, ⇒Aht, Vancouver
- Kyuquot, ⇒Aht, Vancouver

- Lac des Quinze, ⇒Algonquin,
- Lake Shuswap = Stietamuk
- Lekwiltok (Laichwiltach, Laichkwiltach, Ligwithdaxw), ⇒Kwakiutl
- Lelek ⇒Songish vlastiti, (Cadboro Bay, Vancouver Bay),
- Lillooet, ⇒Salishan
- Lintcanre, =Tlingchadinne
- Lintchanre, ⇒Tlingchadine

- Makah, ⇒Nootka, Washington
- Malecite (Maliseet), Abenaki.
- Maliseet =Malecite
- Mamalelekala (Mamalillikulla, Mamaleleqala), ⇒Kwakiutl
- Maniwaki (River Desert),
- Manosaht, ⇒Aht, Vancouver
- Matilpe, ⇒Kwágu7lh
- Mayne Island Indijanci, ⇒Saanich
- Micmac ⇒Algonquian,
- Milbank Sound Indijanci =Bella Bella
- Montagnais, ⇒Algonquian,
- Mooachaht, ⇒Aht, Vancouver
- Mountain Indians, =Tutchone; Hardisty (1867).
- Muchalat, ⇒Aht, Vancouver
- Musqueam, ⇒Stalo, Kanada

- Nahane ⇒Athapaskan. Lokalne skupine: Esbataottine, Etagottine, Kaska, Pelly River Indians, Tagish, Takutine, Titshotina,
- Nakoaktok (Nakwakto, 'Nak'waxda'xw), Nimkish ('Namgis, Nimpkish), ⇒Kwakiutl
- Nakomgilisala, ⇒Nawiti
- Nakotcho-kutchin, ⇒Kutchin
- Nanaimo ⇒Salishan. Lokalne skupine: Nanaimo, Snonowas,
- Nanaimo vlastiti, ⇒Nanaimo; Nanaimo Harbor.
- Naskapi, ⇒Algonquian,
- Naskoten =Naskotin
- Naskotin, ⇒Southern Carriers
- Nataotin, ⇒Babine
- Natliatin,  ⇒Southern Carriers
- Nawiti, ⇒Kwakiutlan. Plemena: Nakomgilisala, Tlatlasikoala, Yutlinuk,
- Nehaunee, =Tutchone; Dall (1877). (od ljudi kompanije Hudson Bay)
- Nellagottine, ⇒Kawchottine
- Neutral Nation =Attiwandaronk
- Nicomen,  ⇒Stalo, Kanada
- Nigottine, ⇒Kawchottine
- Nikozliautin, ⇒Northern Carrier
- Niska ⇒Chimmesyan. Od: Kithateh (Gitrhatin), Kitgigenik (Gitwinksilk), Kitwinshilk, Kitanwilksh,
- Nitinat, ⇒Aht, Vancouver
- Nohuntsitk, ⇒Heiltsuk
- Nootka ⇒Wakashan. Plemena: Ahousaht, Chaicclesaht, Clayoquot, Ehatisaht, Ekoolthaht, Hachaaht, Hesquiat, Kelsemaht, Klahosaht, Kwoneatshatka, Kyuquot, Makah, Manosaht, Mooachaht, Muchalat, Nitinat, Nuchatlitz, Oiaht, Opitchesaht, Pacheenaht, Seshart, Toquart, Uchucklesit, Ucluelet.
- North Thompson Shuswap = Tekkakalt
- Ntlakyapamuk (Thompson), ⇒Salishan
- Ntshaautin,  ⇒Southern Carriers
- Nuchatlitz (Nuchatlaht), ⇒Aht, Vancouver

- Ohamil,  ⇒Stalo, Kanada
- Oiaht (Ohiaht), ⇒Aht, Vancouver
- Ononchataronon, ⇒Algonquin,
- Opitchesaht, ⇒Aht, Vancouver

- Pacheenaht, ⇒Aht, Vancouver
- Panquechin, ⇒Saanich
- Pasje Rebro =Dogrib (Tlingchadine)
- Paskwawininiwug (Plains Cree),
- Pelly River Indijanci, ⇒Nahane
- Pentlatch (Puntlatsh), ⇒Salishan. Lokalne skupine: Hwahwatl, Puntlatsh, Saamen,
- Pilalt,  ⇒Stalo, Kanada
- Plains Cree =Paskwawininiwug
- Plats-Côtes-de-Chien =Tlingchadinne
- Popkum,  ⇒Stalo, Kanada
- Puntlatsh =Pentlatch
- Puntlatsh vlastiti, ⇒Pentlatch

- Qaldo =Kuldo
- Quatsino, ⇒Koskimo
- Quieunontati, =Tionontati; kod nekih starijih autora = "where the mountain stands,"

- Rabbitskins, =Hare (Kawchottine)
- River Deser =Maniwaki

- Saamen, ⇒Pentlatch
- Saanich (Sanetch), ⇒Songish, Kanada. Lokalne skupine: Mayne Island, Panquechin, Tsartlip, Tsawout, Tsehump, Saturna Island
- Sagaiguninini, ⇒Algonquin,
- Sakawininiwug (Woodland Cree).
- Salishan, porodica, Kanada, SAD. Plemena: Bella Coola (Bellacoola), Comox, Lillooet, Nanaimo, Ntlakyapamuk (Thompson), Pentlatch (Puntlatsh), Sishiatl (Seechelt), Shuswap, Songish, Squawmish, Stalo,
- Sanetch = Saanich
- Sarcee (Sarsi), ⇒Athapaskan
- Sarsi =Sarcee
- Sasuchan (Sasuten) ⇒Sekani
- Sasuten =Sasuchan
- Satchotugottine,⇒Kawchottine
- Saturna Island Indijanci, ⇒Saanich
- Scowlits, ⇒Stalo, Kanada
- Seechelt =Sishiatl
- Sekani ⇒Athapaskan. Lokalne skupine: Sasuchan (Sasuten), Tsekani, Tseloni, Yutuwichan,
- Sekwapmukoe (Sexwapmux'o'e) =Stkamlulepsemuk
- Sekwapmukoe =Stkamlulepsemuk
- Seshart (Tseshaht), ⇒Aht, Vancouver
- Setlemuk (Se'tLmux; Cañon Shuswap) ili Setlomuk (Set'Lomux), ⇒Shuswap
- Se'tLmux =Setlemuk
- Setlomuk (Set'Lomux) =Setlemuk
- Setlomuk =Setlemuk
- Set'Lomux =Setlomuk (Setlemuk)
- Sewathen,  ⇒Stalo, Kanada
- Sexwapmux'o'e =Sekwapmukoe (Stkamlulepsemuk)
- Shuswap, ⇒Salishan, Kanada. Lokalne skupine: Stlemhulehamuk (SLEmxu'lExamux; Fraser River), Setlemuk (Se'tLmux; Cañon) ili Setlomuk (Set'Lomux), Stietamuk (Stie'tamux; Lake Shuswap), Tekkakalt (Texqa'kallt; North Thompson Shuswap) ili Tekkekaltemuk (Texqê'kalltemux), Skstellnemuk (Sxstê'llnEmux; Shuswap Lake), Stkamlulepsemuk (Stkamlu'lEpsEmux; Kamloops) ili, ponekad Sekwapmukoe (Sexwapmux'o'e), Zaktcinemuk (Zaxtci'nEmux; Bonaparte Shuswap)
- Shuswap Lake = Skstellnemuk
- Sichanetl ⇒Songish vlastiti, (Oak Bay, Vancouver Island),
- Sishiatl  ⇒Salishan, Kanada. Lokalne skupine: Kunechin, Skaiakos, Tsonai, Tuwanek,
- Siyita,  ⇒Stalo, Kanada
- Skaiakos, ⇒Sishiatl
- Skeena Indians,  =Tsimshian; engleski prijevod njihovog vlastitog imena.
- Skingenes ⇒Songish vlastiti, (Discovery Island pred obalom Vancouver Islanda),
- Skittagetan, porodica, Aljaska, Kanada. Plemena: Haida, Kaigani
- Skstellnemuk (Sxstê'llnEmux; Shuswap Lake Shuswap), ⇒Shuswap
- Skuingkung ⇒Songish vlastiti, (Victoria),
- Skwawalooks,  ⇒Stalo, Kanada
- Slaves, =Etchaottine
- Slavey, =Etchaottine
- SLEmxu'lExamux =Stlemhulehamuk
- Sliammon, ⇒Comox
- Snonkweametl,  ⇒Stalo, Kanada
- Snonowas, ⇒Nanaimo; Nanoose Bay.
- Somehulitk, ⇒Heiltsuk
- Songish, ⇒Salishan, Kanada. Plemena: Saanich (Sanetch), Songish, Sooke.
- Songish (vlastiti), ⇒Songish, Kanada. Lokalne skupine: Chikauach (McNeill Bay, Vancouver), Chkungen (McNeill Bay, Vancouver), Kekayeken (između Esquimalt i Beecher Bay, Vancouver), Kltlasen (McNeill Bay), Ksapsem (Esquimalt), Kukoak (McNeill Bay), Kukulek (Cadboro Bay, Vancouver), Lelek (Cadboro Bay, Vancouver Bay), Sichanetl (Oak Bay, Vancouver Island), Skingenes (Discovery Island pred obalom Vancouvera), Skuingkung (Victoria), Stsanges (između Esquimalt i Beecher Bay).
- Sooke, ⇒Songish, Kanada
- Squawmish, ⇒Salishan, Kanada
- Squawtits,  ⇒Stalo, Kanada
- Stalo, Salishan, Kanada. Lokalne skupine: Chehalis, Chilliwack, Coquitlam, Ewawoos, Katsey, Kelatl, Kwantlen, Musqueam, Nicomen, Ohamil, Pilalt, Popkum, Scowlits, Sewathen, Siyita, Skwawalooks, Snonkweametl, Squawtits, Sumass, Tsakuam, Tsenes,
- Stietamuk (Stie'tamux; Lake Shuswap), ⇒Shuswap
- Stie'tamux =Stietamuk
- Stkamlulepsemuk (Stkamlu'lEpsEmux; Kamloops Shuswap) ili, ponekad Sekwapmukoe (Sexwapmux'o'e), ⇒Shuswap
- Stkamlu'lEpsEmux =Stkamlulepsemuk
- Stlemhulehamuk (SLEmxu'lExamux; Fraser River Shuswap), ⇒Shuswap
- Stone Chilcotin (Stonies) ⇒Chilcotin
- Stonies =Stone Chilcotin
- Stsanges ⇒Songish vlastiti, (između Esquimalt i Beecher Bay).
- Stuwihamuk, ⇒Athapaskan, Kanada
- Sumass, ⇒Stalo, Kanada
- Sxstê'llnEmux =Skstellnemuk

- Tagish, ⇒Nahane
- Tahltan, ⇒Athapaskan, Kanada
- Tahontaenrat (Tohontaenrat, Atahonta'enrat, Tohonta'enrot, White-eared People ili Deer People); ⇒Wendat
- Takfwelottine, ⇒Tlingchadine
- Takkuth-kutchin,  ⇒Athapaskan, Kanada
- Takutine, ⇒Nahane
- Tanotenne,  ⇒Southern Carriers
- Tatanchaks, =Tutchone; Colyer (1870).
- Tatlit-kutchin, ⇒Athapaskan, Kanada
- Tatpoös ⇒Comox
- Tatsanottine, ⇒Athapaskan, Kanada
- Tatshiautin, ⇒Northern Carrier
- Tautin,  ⇒Southern Carriers
- Tekkakalt (Texqa'kallt; North Thompson Shuswap) ili Tekkekaltemuk (Texqê'kalltemux), ⇒Shuswap
- Tekkekaltemuk (Texqê'kalltemux), =Tekkakalt
- Tekkekaltemuk =Tekkakalt
- Tenaktak (Tanakteuk, Da'naxda'xw), ⇒Kwakiutl
- Texqa'kallt =Tekkakalt
- Texqê'kalltemux =Tekkekaltemuk (Tekkakalt)
- Thilanottine, ⇒Chipewyan
- Thlingchadinne =Tlingchadinne
- Thompson =Ntlakyapamuk
- Timiskaming, ⇒Algonquin,
- Tionontati, ⇒Iroquoian
- Titshotina, ⇒Nahane
- Tlatlasikoala, ⇒Nawiti
- Tlauitsis (Tlowitsis, Lawitsis), ⇒Kwakiutl
- Tłįchǫ =Tlingchadinne
- Tlingchadinne /='dog-flank people'/, Athapaskan, Kanada
- Tobacco Nation, =Tionontati
- Toquaht (Toquart), ⇒Aht, Vancouver
- Tsakuam,  ⇒Stalo, Kanada
- Tsantieottine,  ⇒Tlingchadine
- Tsartlip, ⇒Saanich
- Tsattine, ⇒Athapaskan, Kanada
- Tsawatenok (Tsawataineuk, Dzawada'enux), ⇒Kwakiutl
- Tsawout, ⇒Saanich
- Tsehump, ⇒Saanich
- Tsekani, ⇒Sekani
- Tseloni, ⇒Sekani
- Tsenes,  ⇒Stalo, Kanada
- Tseottine,  ⇒Tlingchadine
- Tsetsaut, ⇒Athapaskan, Britanska Kolumbija
- Tsimshian, Britanska Kolumbija, Aljaska ⇒Chimmesyan
- Tsonai, ⇒Sishiatl (porijeklom od Kwakiutla)
- Ts'otsqE'n,  =Tsimshian; Tlingit ime.
- Tutchone (Tutchone-kutchin), Yukon, Kanada ⇒ Kutchin
- Tutchone-kutchin,  =Tutchone
- Tuwanek, ⇒Sishiatl

- Uchucklesit, ⇒Aht, Vancouver
- Ucluelet ⇒Aht, Vancouver

- Wakashan, porodica. Bella Bella (Bellabella), Kwakiutl, Nootka. Skupine: Koskimo, Nawiti, Kwakiutl
- Walas Kwakiutl ⇒Kwágu7lh
- Wendat (Huron) ⇒Iroquoian. Plemena: Attignawantan (Bear people), Attigneenongnahac (Cord people), Arendahronon  (Rock people), Tahontaenrat (Tohontaenrat, Atahonta'enrat, Tohonta'enrot, White-eared People ili Deer People); Ataronchronon
- Weskarini, ⇒Algonquin,
- Wikeno, ⇒Heiltsuk
- Wood Indians, =Tutchone; Dawson (1889). (tako prozvani od trgovaca krznom).
- Woodland Cree =Sakawininiwug

- Yellowknife =Tatsanottine
- Yutlinuk, ⇒Nawiti
- Yutuwichan, ⇒Sekani

- Zaktcinemuk (Zaxtci'nEmux; Bonaparte Shuswap), ⇒Shuswap
- Zaxtci'nEmux =Zaktcinemuk

- Žuti nož =Yellowknife (Tatsanottine)